# Aeródromo Dr. José Augusto de Arruda Botelho
O Aeródromo Dr. José Augusto de Arruda Botelho (IATA: ***, ICAO: SDJA), mais conhecido como Aeroporto Arruda Botelho é um aeródromo localizado no município de Itirapina, que atende também ao município de São Carlos.

## História
O aeródromo foi construído na primeira parte da década de 1980 e inaugurado em 1984, por Fernando de Arruda Botelho um entusiasta da aviação, para uso exclusivo e alguns particulares, foi denominado Aeródromo Dr. José Augusto de Arruda Botelho, e possui uma boa infra-estrutura, inclusive a pista foi aumentada recentemente, de 1.050 x 21 m para 1.450 x 21 m.
Está localizado na Fazenda São José na Rodovia Municipal Ayrton Senna km 8; a 9 km da cidade de Itirapina, a 20 km da cidade de São Carlos, a 120 km de Campinas, e a 220 km de São Paulo.
Possui área com 4.000 m² para exposição de produtos, acomodações hoteleiras para mais de 2.500 pessoas na região.
- Pátio com capacidade para mais de 500 aeronaves
- Arquibancadas para o público do evento
- Estacionamento para mais de 4.000 veículos
- 1 Heliporto
- Guarda-volumes
- Sala de imprensa
- Posto médico
- Praça de alimentação
- Guichê de informações
- Serviço de informações comerciais

## Características
Latitude: 22º 11’ 41’’ S - Longitude: 47º 51’ 42’’ W 

Indicação ICAO: SDJA - Horário de Funcionamento: H24O/R 

Código de Pista: 7 - Tipo de Operação: VFR noturno 

Altitude: 783 (metros) / 2569 (pés) - Área Patrimonial (ha): 

Temperatura média: 27,9 °C - Categoria Contra Incêndio disponível: 0 

Distância da capital (quilômetros): Aérea: 185 km - Rodoviária: 218 km 

Distância até o centro da cidade: 10 km 

Endereço: Rodovia Municipal Ayrton Senna, km 8,5 - Represa do Broa - CEP: 13000-000 

Fone: 55 (19) 3575-3070 Ramal 230 - Fax: 55 (19) 3575-3070 Ramal 214

## Pista
Dimensões (m): 1.450 x 21 

Designação da cabeceira: 07 - 25 - Cabeceira predominante: 07 

Declividade máxima: % - Declividade Efetiva: % 

Tipo de Piso: asfalto - Resistência do Piso (PCN): /F/A/X/T 

Ligação do pátio à pista de pouso - PRB (m):  x 

Pista de rolamento - PRC (m):  x 

Tipo de Piso: asfalto 

Distância da cabeceira mais próxima (m):

## Pátio
Dimensões (m):  x  - Capacidade de Aviões: 

Distância da Borda ao Eixo da Pista (m): 

Tipo de Piso: asfalto

## Auxílios operacionais
Sinais de Eixo de Pista - Biruta - Luzes de Táxi 

Sinais de Cabeceira de Pista - Sinais Indicadores de Pista - Biruta 

Sinais de Guia de Táxi - Farol Rotativo 

Luzes de Pista - Luzes de Obstáculos 

Luzes de Cabeceira - Iluminação de Pátio 

Frequência do rádio do aeródromo: 131.125 (MHz) - Circuito de Tráfego Aéreo: Padrão

## Abastecimento
BR Aviation: AVGAS - Jet

## Instalações
Terminal de Passageiros (m²): 

Estacionamento de Veículos - nº de vagas:  - Tipo de Piso: asfalto 

Hangares: 2 - Cabine de Força (KF)

## Serviços
Telefone público 

Companhia aérea regional: Não

## Companhias aéreas que já operaram em São Carlos (regular ou charter)
Em 12 de novembro de 1933, em uma cerimônia no Aeroporto Campo de Marte, a VASP inaugurou as primeiras linhas para o interior paulista, (São Paulo-São Carlos-Rio Preto e São Paulo-Ribeirão Preto-Uberaba) com frequência de três viagens semanais. Sendo que em São Carlos a escala era feita no Aeroporto Salgado Filho-SDZC.
- VASP[2][3]
- OceanAir[4]

## Outros
Aeroclube de São Carlos 

Seção Contra Incêndio - SCI 

Bombeiro de Aeródromo